# Robert Blum (dirigeant d'entreprises)
Pour les articles homonymes, voir Robert Blum et Blum.
Robert Blum, né le 10 février 1902 à Paris 6e et mort le 23 décembre 1975 à Paris 14e, est un ingénieur et dirigeant d'entreprises français, fils unique de Léon Blum.

## Biographie

### Jeunesse et études
Il est le fils de Léon Blum et de sa première épouse, Lise Bloch, sœur de Maurice Bloch et grand-tante de François Bloch-Lainé. Il est élève à l'École polytechnique. Le 29 mars 1926, il épouse Renée Weigle (1904-1999) : issue d'une famille protestante de Genève, elle est venue travailler à Paris en tant que secrétaire chez Patou, puis son goût pour la musique la dirige chez Pleyel. Reynaldo Hahn l'introduit ensuite chez les Blum et c'est ainsi qu'elle rencontre Robert. Leur mariage a lieu à Genève et déclenche un article calomnieux contre Léon Blum.

### Parcours professionnel
En 1926, il entre comme ingénieur chez Hispano-Suiza. Mobilisé comme officier au début de la Seconde Guerre mondiale, il est fait prisonnier et est en captivité en Allemagne jusqu'à la fin du conflit,.
Après guerre, il reprend son travail chez Hispano-Suiza dont il devient le président-directeur-général de 1965 à 1966. Après la fusion avec l'Alsacienne de constructions mécaniques, il devient vice-président du holding Hispano-Alsacienne, qui devient l'ALSPI (Alsacienne de participations industrielles) en 1968. Il est président d’honneur de l'Union syndicale des industries aéronautiques et spatiales et  président de 1964 à 1973 de l'Association française des ingénieurs et techniciens de l’aéronautique et de l'espace.
Il est membre du comité directeur de la Ligue des droits de l'homme et du citoyen et président du début des années 1970 jusqu'à sa mort en 1975 de la branche française de l'Organisation reconstruction travail, une  œuvre philanthropique venant en aide aux déshérités juifs.
Il est adhérent à la SFIO avant et après guerre mais sans y exercer de responsabilités (sa femme sera elle membre du comité exécutif de 1944 à 1948,). Après la guerre, il participe à différents colloques sur la pensée et l'action de son père dont il défendra la mémoire. Ainsi, en 1959, il demande la saisie de la nouvelle édition du Petit Larousse illustré, dont l'article sur son père commence par « Blum (Léon Karfulkenstein. dit Léon) », reproduisant un mensonge de la presse antisémite d'avant guerre. En 1971, il a donné les archives de son père à la Fondation nationale des sciences politiques (FNSP) qui les a déposées aux archives nationales en 1995 .
Le couple Blum vit au 7 rue de la Cité-Universitaire, non loin du Parc Montsouris et ils ont une fille unique, Catherine Blum (1928-1996), qui épouse l'orientaliste Charles Malamoud, avec lequel elle a un fils, Antoine Malamoud.

## Distinctions
- Officier de la Légion d'honneur (1957)[1],[11]